# James Barrie Kirkpatrick
James Barrie Kirkpatrick (Melbourne, 12 de octubre de 1946-Hobart, 21 de octubre de 2024) fue un naturalista, botánico, ecólogo, dasónomo australiano. Ha desarrollado actividades independientes con Royal Botanic Gardens, Kew, con énfasis con la familia Arecaceae, y experto en ecología del bosque tropical en el Instituto de Investigación CSIRO (Commonwealth Scientific y Industrial Research Organisation) en Atherton, norte de Queensland.
Obtuvo tanto la maestría, como el doctorado, por laUniversidad de Melbourne, y su tesis fue Variación geográfica en Eucalyptus globulus Labill.
Es profesor de geografía en la Universidad de Tasmania, donde realizó estudios sobre las tierras de la costa de Tasmania, el impacto a largo plazo del fuego y la siega sobre la invasión de plantas exóticas en pastizales Themeda en Hobart y en estudios de variación geográfica e hibridación en eucaliptos.
También es ecólogo, habiendo sido presidente del Instituto de Geógrafos de Australia y de la Sociedad Ecológica de Australia. Sus investigaciones y numerosas publicaciones han incluido la taxonomía y la biogeografía del eucalipto, los efectos del fuego y los animales sobre la vegetación y los suelos orgánicos y las formas del terreno, y los fracasos y éxitos en la conservación de la naturaleza. James Kirkpatrick tiene más de 200 publicaciones, 

## Algunas publicaciones
- 2003. An Illustrated Guide to Tasmanian Native Trees. Ed. revisada de University of Tasmania, 122 p. ISBN 0859011607, ISBN 9780859011600

- 1985. Native Trees of Tasmania. Ilustró Sue Backhouse, 6ª ed. reimpresa, revisada. Publicó Pandani Press, 135 p.

## Honores[2]
- Premio Eureka de Investigación Ambiental
- Orden de Australia (División General) por el servicio a la conservación del bosque y del patrimonio mundial.
- Premio - Doctor en Ciencias, Universidad de Tasmania, por  contribución sustancial y sostenida al conocimiento científico a lo largo de una larga carrera.
- Premio - Medalla de oro de la Sociedad Ecológica de Australia.
- Premio - Distinguida beca del Instituto de Geógrafos Australianos.
- La abreviatura «J.B.Kirkp.» se emplea para indicar a James Barrie Kirkpatrick como autoridad en la descripción y clasificación científica de los vegetales.[6]